# 國際出版人協會
國際出版人協會是一個為了推廣和促進出版人的權利的非政府組織。它於1896年創建於法國巴黎，目前設置於瑞士日內瓦。
國際出版人協會現在在65個國家裡有78個會員。它只接受每個國家一個會員加入，除非該國家使用多種語言，需要超過一個組織。國際出版人協會不接受個別出版公司的會員申請。

## 外部連結
- 國際出版人協會官方網站 （页面存档备份，存于）